# Phorbia liturata
Phorbia liturata är en tvåvingeart som först beskrevs av Camillo Rondani 1868.  Phorbia liturata ingår i släktet Phorbia och familjen blomsterflugor. Inga underarter finns listade i Catalogue of Life.